# Vivo TV
Vivo TV é uma empresa de TV por assinatura brasileira pertencente a Telefônica. Fundada em 15 de abril de 2012, é a unificação das empresas que já estavam no mercado: Telefônica TV Digital (TTD), Fibra TV e TVA; inicialmente, também adquiria internacionalmente os produtos da Vivo e Telefônica.

## História
Em 2007, a Telefônica lançou seu serviço de TV por Assinatura via satélite no Brasil, com o nome de Telefônica TV Digital, exclusivamente para o estado de São Paulo.
Em 2011, foi lançado o sinal em alta definição (HD). Ainda no mesmo ano, a Telefônica adquiriu parte da TVA, que operava por cabo, fibra e MMDS. No ano seguinte, é anunciado a fusão das operações da TVA com a Telefônica TV Digital e a Fibra TV sob uma única marca (chamada Vivo TV), além da compra total da TVA que ainda pertencia a Abril.   
Em 2016, após a compra da GVT pela Telefônica, as operações de TV por assinatura da primeira passaram a se chamar Vivo TV, coincidindo assim com a expansão das operações via satélite para todo o Brasil, com dois satélites (Intelsat 34 herdado da GVT e Amazonas 4).  
Em 2019, foi encerrada a venda de pacotes de TV via satélite (DTH). Em junho de 2022, é anunciado o fim de ambas operações via satélite e as únicas operações faltantes são as por fibra óptica e IPTV.

## Vivo TV Fibra
A Vivo TV Fibra é um serviço de televisão por assinatura oferecido pela Vivo, utilizando tecnologia de IPTV e infraestrutura de fibra óptica. Lançado inicialmente em alguns bairros selecionados de São Paulo, o serviço diferenciava-se pela entrega de um sinal mais rápido e pela experiência de usuário aprimorada em comparação aos métodos tradicionais de TV por assinatura, proporcionando uma transição de canais praticamente instantânea, eliminando a tela preta comum em outras plataformas, graças ao uso da fibra óptica para entrega do sinal. Para utilizá-lo, eram necessários dois aparelhos: um para receber e converter o sinal óptico e outro para transmitir o conteúdo para a televisão. Em 2013, a Vivo planejava integrar a compatibilidade com o Xbox 360 como uma opção de set-top box, aproveitando a plataforma Mediaroom da Microsoft, utilizada pela Vivo, mas isso nunca ocorreu.A interface da Vivo TV Fibra com a plataforma Mediaroom proporcionava recursos avançados, como busca de programação para os próximos 15 dias, capacidade de gravar até três programas simultaneamente e visualização de dois programas ao mesmo tempo por meio de PIP (Picture-in-Picture). Além dessas funcionalidades, oferecia interações características de smartTV, incluindo acesso a aplicativos autorizados pela Vivo, leitura de notícias e integração com redes sociais como Facebook e Twitter, permitindo aos usuários interagir diretamente com o conteúdo televisivo.
Atualmente, a Vivo TV Fibra utiliza a plataforma Open, que trouxe funcionalidades extras, como Netflix, YouTube, Globoplay, e outros aplicativos de entretenimento embarcados. Além disso, trouxe novas opções para utilizar o serviço, como aplicativo para smartTV sem necessidade do decodificador de sinal, decodificador com sinal wi-fi e possibilidade de utilizar o serviço com internet de outras operadoras, adquirindo a apenas o aparelho ou somente pagando a assinatura, transformando o serviço em um serviço de streaming.

## Curiosidades
Em dezembro de 2012, a empresa teve 598.837 clientes, ficando na quarta colocação dentre as operadoras de TV por assinatura brasileira; em março de 2015, teve 780 mil clientes, depois 1,61 milhões em janeiro de 2017.